# Omar Epps
Pour les articles homonymes, voir Epps.
Omar Epps, né le 20 juillet 1973 à New York, dans l'État de New York, aux (États-Unis), est un acteur et compositeur américain.
Il est connu pour avoir interprété entre 2004 et 2012 le docteur Eric Foreman dans la série télévisée Dr House.

## Biographie
Omar Epps est né le 20 juillet 1973 à New York, dans le quartier de Brooklyn (États-Unis).

### Vie privée
Il est marié depuis 2006 à la chanteuse du groupe R&B, Total, Keisha Spivey. Ils ont deux enfants, une fille K'mari Mae Epps et un fils, Amir Epps. Il a une autre fille, Aiyanna Epps, d'une autre relation.

## Filmographie

### Cinéma

#### Longs métrages
- 1992 : Juice d'Ernest R. Dickerson : Q
- 1993 : The Program de David S. Ward : Darnell Jefferson
- 1994 : Les Indians 2 (Major League II) de David S. Ward : Willie Mays Hayes
- 1995 : Fièvre à Columbus University (Higher Learning) de John Singleton : Malik Williams
- 1996 : Spoof Movie (Don't Be a Menace to South Central While Drinking Your Juice in the Hood) de Paris Barclay : Malik
- 1997 : Scream 2 de Wes Craven : Phil Stevens
- 1999 : Breakfast of Champions d'Alan Rudolph : Wayne Hoobler
- 1999 : Mod Squad (The Mod Squad) de Scott Silver : Lincoln Hayes
- 1999 : The Wood de Rick Famuyiwa : Mike
- 1999 : Gangsta Cop (In Too Deep) de Michael Rymer : Jeff Cole / J. Reid
- 2000 : Love and Basketball de Gina Prince-Bythewood : Quincy McCall
- 2000 : Aniki, mon frère (Brother) de Takeshi Kitano : Denny
- 2000 : Dracula 2001 (Dracula 2000) de Patrick Lussier : Marcus
- 2001 : Perfume de Michael Rymer et Hunter Carson : J.B.
- 2002 : Big Trouble de Barry Sonnenfeld : Alan Seitz, agent du FBI
- 2004 : Irrésistible Alfie (Alfie) de Charles Shyer : Marlon
- 2004 : Dans les cordes (Against the Ropes) de Charles S. Dutton : Luther Shaw
- 2009 : A Day in the Life de Sticky Fingaz : O
- 2016 : Almost Christmas de David E. Talbert : Malachi
- 2018 : Traffik de Deon Taylor : John
- 2019 : 3022 de John Suits : John Laine
- 2019 : Trick de Patrick Lussier : détective Mike Denver
- 2020 : Rencontre fatale (Fatal Affair) de Peter Sullivan : David Hammond
- 2022 : The Devil You Know de Charles Murray : Marcus Cowans

#### Courts métrages
- 1989 : The Green Flash d'Adam Davis : Charlie
- 1998 : Blossoms and Veils de Shonda Rhimes : Thee

### Télévision

#### Séries télévisées
- 1991 : ABC Afterschool Specials : Deron
- 1992 : Here and Now : Curtis
- 1993 : Street Justice : Clint
- 1996 : Urgences (ER) : Dr Dennis Gant
- 1996 : Screen Two : Kinglsey
- 2004-2012 : Dr House : Dr Eric Foreman
- 2013-2015 : Resurrection : J. Martin Bellamy
- 2016-2018 : Shooter : capitaine Isaac Johnson
- 2019-2020 : This Is Us : Darnell Hodges
- 2021- : Power Book III: Raising Kanan : Détective Howard
- 2024 : The Perfect Couple (mini-série) de Susanne Bier : Dan Carter

#### Téléfilms
- 1993 : Daybreak - Entre chiens et loups (Daybreak) de Stephen Tolkin : Hunter
- 1996 : Voyage vers l'enfer (Deadly Voyage) de John Mackenzie : Kingsley Ofusu
- 1997 : La Deuxième chance (First Time Felon) de Charles S. Dutton : Greg Yance
- 2002 : Conviction de Kevin Rodney Sullivan : Carl Upchurch

### Producteur
- 2012 : You, Me & The Circus de Ty Hodges
- 2013 : Tripaholics (6 épisodes)
- 2015 : Daddy Don't Go (documentaire)
- 2022 : The Devil You Know de Charles Murray